# Chiara Siracusa
Chiara (Senglea, 25 de setembro de 1976) é uma cantora de origem maltesa, destacada pela sua voz poderosa e a sua elegância em cena, que representou a ilha de Malta por duas vezes na Eurovisão: em 1998 com a canção "The one that I love" que alcançou o 3º lugar do certame e em 2005. Em 1998 apareceu rodeada por quatro candelabros que outorgavam à canção uma atmosfera especial.
No ano de 2005 voltou a representar Malta no Festival Eurovisão da Canção com a canção "Angel", que terminou em segundo lugar atrás da cantora grega Helena Paparizou.
Em 2009, voltou a participar no Festival Eurovisão da Canção 2009, com a cançlão "What If We" tornando-se uma das artistas que mais vezes participou no festival.